# Gare de l'aéroport du Kansai
La gare de l’aéroport du Kansai (関西空港駅, Kansai kūkō-eki) est une gare ferroviaire terminus desservant l'aéroport du Kansai à Tajiri, dans la préfecture d'Osaka au Japon. Cependant, la partie nord des quais de la gare se trouve dans la localité d'Izumisano, également dans la préfecture d'Osaka. La gare est exploitée par les compagnies JR West et Nankai, sur les lignes de l'aéroport du Kansai (JR West) et Nankai Aéroport (Nankai).

## Situation ferroviaire
La gare marque le terminus des lignes aéroport du Kansai et Nankai Aéroport.

## Histoire
La gare a été inaugurée le 15 juin 1994.

## Service des voyageurs

### Desserte

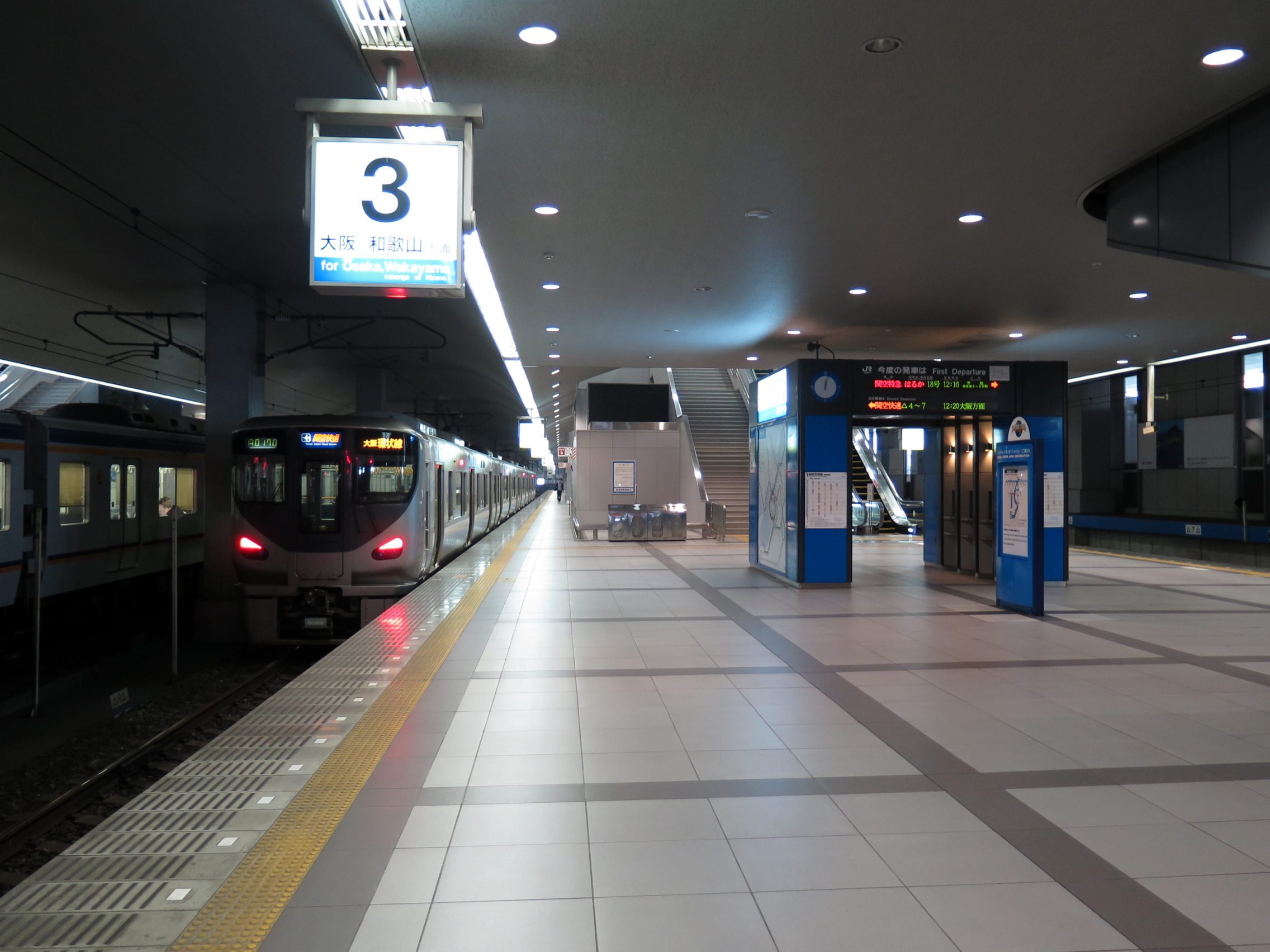
Quai JR West

La gare de l'aéroport du Kansai est une gare disposant de deux quais et de quatre voies.
- Un quai pour la JR et un pour la Nankai

| N° de voie | Ligne                           | Direction                                                    |
| ---------- | ------------------------------- | ------------------------------------------------------------ |
| 1・2       | ▆ Ligne Nankai Aéroport         | Izumisano / Namba / Wakayamashi (correspondance à Izumisano) |
| 3          | ▆ Ligne de l'aéroport du Kansai | Tennōji / Osaka / Wakayama (correspondance à Hineno)         |
| 4          | ▆ Ligne de l'aéroport du Kansai | Tennōji / Osaka / Kyoto                                      |

- Le Limited Express de la Nankai, le Rapi:t part généralement de la voie 1
- Le Limited Express de la JR, le Haruka part de la voie 4

| JR West                      |                               |                                       |                               |                 |
| Direction Aéroport du Kansai | Ligne de l'aéroport du Kansai | Ligne de l'aéroport du Kansai         | Ligne de l'aéroport du Kansai | Direction Osaka |
| Terminus                     |                               | Rapid Service Kansai Airport 関空快速 |                               | Rinkū Town      |
| Terminus                     |                               | Rapid Service Direct 直通快速         |                               | Rinkū Town      |
| Terminus                     |                               | Local Shuttle シャトル普通            |                               | Rinkū Town      |
| Nankai                       |                               |                                       |                               |                 |
| Direction Aéroport           | Ligne Nankai Aéroport         | Ligne Nankai Aéroport                 | Ligne Nankai Aéroport         | Direction Namba |
| Terminus                     |                               | Express Aéroport 空港急行             |                               | Rinkū Town      |
| Terminus                     |                               | Local 普通                            |                               | Rinkū Town      |

- Les Limited Express Haruka (JR) et Rapi:t (Nankai) partent de cette gare.

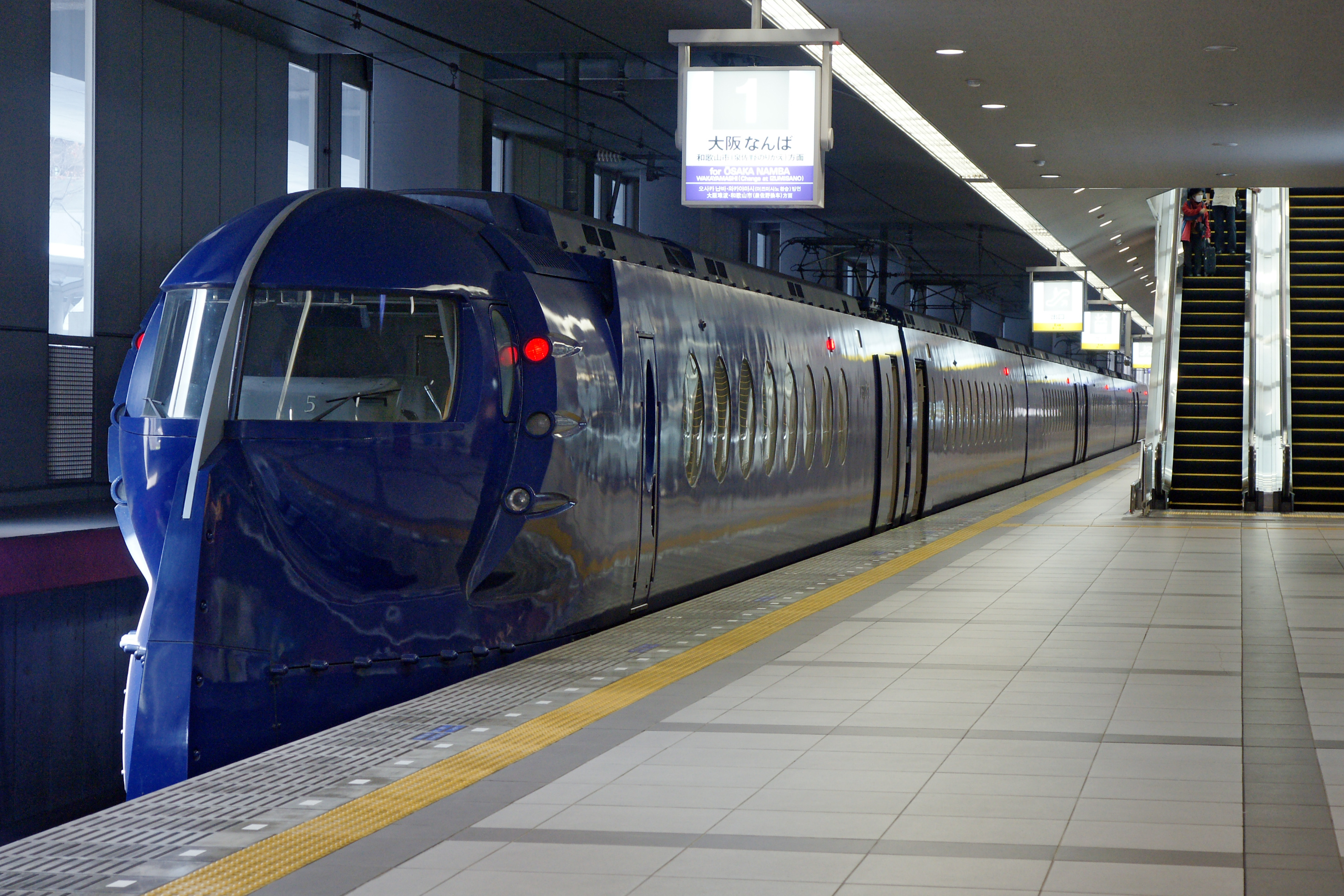
Rapi:t de la Nankai à quai

| Limited Express |  |                                     |  |            |
| Terminus        |  | Limited Express Haruka 特急はるか   |  | Hineno     |
| Terminus        |  | Limited Express Rapi:t 特急ラピート |  | Rinkū Town |